# Edna Campbell
Pour les articles homonymes, voir Campbell.
Edna Campbell (née le 26 novembre 1968 à Philadelphie, Pennsylvanie) est une ancienne joueuse américaine de basket-ball de Women's National Basketball Association. Elle joue au poste de meneuse et mesure 1,73 m.

## Biographie
Campbell commence sa carrière universitaire à l'Université du Maryland, puis la termine à l'université du Texas.
Campbell commence sa carrière professionnelle au Xplosion du Colorado en American Basketball League.
Elle est sélectionnée au 10e rang lors de la draft WNBA 1999 par le Mercury de Phoenix. Elle ne fait pas partie des joueuses protégées lors de la draft d'expansion l'année suivante et est sélectionnée par le Storm de Seattle. Elle devient la leader de l'équipe, mais la saison s'achève avec un bilan de 6 victoires-26 défaites.
La saison suivante, le Storm sélectionne sa première star, Lauren Jackson et Campbell est alors transférée aux Monarchs de Sacramento contre Katy Steding et un second tour de draft le 24 avril 2001. Lors de la deuxième de ses quatre saisons à Sacramento, on lui diagnostique un cancer du sein. Elle reçoit un traitement, mais elle revient au jeu rapidement, dès le 13 août 2002. Elle continue à jouer en dépit de son cancer et devient un symbole de la lutte contre la maladie. Elle devient une porte-parole de la cause dans la WNBA en s'investissant dans la fondation Susan G. Komen Breast Cancer. Elle reçoit par ailleurs le Trophée Kim Perrot de la sportivité en 2003.
Campbell signe un contrat en tant qu'agent libre avec les Silver Stars de San Antonio en 2005. Elle y joue une saison avant d'annoncer son retrait de la WNBA le 28 février 2006, après une dernière année en Europe avec Aix-en-Provence.
Peu après son retrait, elle est engagée en tant que consultante à la télévision pour les matchs des Silver Stars pour la saison 2006. Par ailleurs, elle travaille désormais dans l'immobilier. En 2006, Edna Campbell s'installe à Sacramento, Californie, où elle possède une agence immobilière et de courtier.

### Distinctions personnelles
- Trophée Kim Perrot de la sportivité 2003